# アウルス・ポストゥミウス・アルビヌス (紀元前151年の執政官)
アウルス・ポストゥミウス・アルビヌス（ラテン語: Aulus Postumius Albinus、紀元前190年/189年 - 没年不明）は紀元前2世紀中頃の共和政ローマの政務官。紀元前155年にアテナイの哲学者を迎えた元老院を召集したことで知られ、紀元前151年にコンスル（執政官）を務めた。

## 出自
アルビヌスはパトリキ（貴族）であるポストゥミウス氏族の出身である。ポストゥミウス氏族はローマで最も有力な氏族の一つで、共和政ローマ建国5年目の紀元前505年にはプブリウス・ポストゥミウス・トゥベルトゥスが氏族最初の執政官に就任しており、その後も多くの執政官を出してきた。カピトリヌスのファスティによると、アルビヌスの父も祖父もプラエノーメン（第一名、個人名）はアウルスである。父アウルスは紀元前180年の執政官元老院筆頭ともなったアウルス・ポストゥミウス・アルビヌス・ルスクスである。紀元前174年の執政官スプリウス・ポストゥミウス・アルビヌスと紀元前173年の執政官リキウス・ポストゥミウス・アルビヌスはいとこである。

## 経歴
現代の研究者は、アルビヌスが生まれたのは紀元前190年あるいは紀元前189年と推定している。紀元前168年、アルビヌスは執政官ルキウス・アエミリウス・パウッルスの隷下で第三次マケドニア戦争に参加した。ピュドナの戦いでローマ軍が決定的な勝利を収めると、パウッルスはアルビヌスを含む3名を特使としてサモトラキ島に派遣し、マケドニア王ペルセウスに降伏を勧告したが、この任務は失敗した。結局ペルセウスはこの後降伏するが、パウッルスはアルビヌスにペルセウスとその半弟のピリッポスを護送する任務を与えた。若い士官であるアルビヌスにとって、これは非常に名誉なことであった。
その後13年間、アルビヌスに関する歴史資料はない。おそらくこの間にクルスス・ホノルム（名誉のコース）を歩み始めたと思われる。ウィッリウス法による年齢制限と他の公職への就任時期から判断して、紀元前159年にアエディリス・クルリス（上級按察官）に就任したと推定される。紀元前155年、アルビヌスはプラエトル（法務官）に就任し、その最上級職とされるプラエトル・ウルバヌス（首都担当法務官）を務めた。執政官プブリウス・コルネリウス・スキピオ・ナシカ・コルクルムとマルクス・クラウディウス・マルケッルスは何れも出征していたため、アルビヌスはローマにおける最高官であった。この権限でアルビヌスは元老院を招集し、会議を主宰した。アテナイからの使節団が到着したのはその時で、一行にはカルネアデス、ディオゲネスおよびクリトラウスの3人の哲学者が含まれていた。
紀元前154年、アルビヌスはペルガモン王アッタロス2世とビテュニア王プルシアス2世との間の戦争を終わらせるための使節団の一員として東方に赴いた。
紀元前151年、アルビヌスは執政官に就任する。同僚のプレブス（平民）執政官はルキウス・リキニウス・ルクッルスであった。この頃、ローマはヒスパニアのケルティベリア人と大規模な戦争を繰り広げていた。紀元前152年、ヒスパニア・キテリオルの担当となった執政官マルクス・クラウディウス・マルケッルスはケルティベリアと妥協的な講和条約を結んだが、元老院はこれを不服として批准せず、マルケッルスに戦闘を継続するように命じた。しかし、マルケッルスがこの命令に従わず、再び交渉を行っていることが分かったため、元老院は彼にプロコンスル（前執政官）の資格を与えず、新しい執政官を派遣することとした。派遣される執政官がどのようにして決定されたかは不明である。ドイツの歴史学はG.サイモンは、執政官本人に選択権があったと考えている。くじ引きでも良いし、あるいは話し合いでも良い。結果として、ルクッルスがヒスパニア・キテリオルを担当することとなった。両執政官は増援軍の編成を開始したが、極めて大きな困難にぶつかった。既にケルティベリア人の精強さと、ローマ軍が何度も敗北したことは知れ渡っており、市民はあらゆる手段を使って徴兵から逃れようとしたのだ。ポリュビオスは、「若者たちが兵役を拒否するための口実を探したことは恥ずべきことであり、卑怯で弁護のしようがない」としている。軍の幕僚すらも、通常は各ポジションに複数の応募があるのだが、十分に確保できないという有様だった。
このような状況のかな、アルビヌスとルクッルスは告訴された。徴兵された兵の役割分担が恣意的で問題があるというのが理由であった。この起訴は民会でなされ、両執政官は一時的にではあるが逮捕された。この危機を打開するため、兵の配属はくじ引きによって決定することとなった。この苦境を救ったのは、若いパトリキであるスキピオ・アエミリアヌス（この時点ではクアエストル（財務官）経験者に過ぎなかった）の行動であった。アエミリアヌスは自分がレガトゥス（軍団副司令官）あるいはトリブヌス・ミリトゥム（高級幕僚）としてヒスパニアに出征する準備ができていると宣言したが、これがきっかけで高貴な家の若者達が志願してきたのだ。
紀元前146年、アルビヌスはアカイア同盟との戦争のため、執政官ルキウス・ムンミウスのレガトゥス（副司令官）を務めた。彼の栄誉をたたえて、イストモスとデルフォイに彫像が建てられたことが知られている。

## 評価
ポリュビオスは、アルビヌスを「中身はなく饒舌で、自己賛美の人物」と評価しておる。ポリビュオスによると、アルビヌスは「若い頃から…ヘレニズム文化とギリシア語を好み、この点であらゆる手段を講じてきた。古い世代のローマ人がヘレニズム文化に敵対的になったのはアルビヌスに責任がある」。アルビヌスは、ギリシア好きの風刺家ガイウス・ルキリウスを（知識不足と）嘲笑している。
アルビヌスは文学者でもあった。彼は『年代記』と詩を一つ書いている。この詩はおそらく、ローマ人の祖先とされるアイネイアースのイタリア到着を題材としたものであった。両者は何れもギリシア語で書かれているが、導入部で彼の言語と文体にあり得る不完全さに寛容であるよう求めている。この点に関して大カトは、誰もアルビヌスに執筆を求めてなどいないので、寛容さを求めるなど愚かしいと辛辣に批判している。現代の研究者は、アルビヌスにとってはギリシア教育を受けたものの意見が、田舎者のそれよりも重要であったと指摘している。また、ポリュビオスとカトの双方が、アルビヌスに個人的な嫌悪感を持っていたことが分かっている。後世の偏見を持っていない作家達はアルビヌスの作品を称賛している。キケロは、アルビヌスを教育と言論の人と呼んでいる。
残念ながら、アルビヌスの作品は一行も現存していない。古典文学者ミヒャエル・フォン・アルブレヒトは、「一方的な伝統のため、文学作品が失われてしまった典型的な例」と述べている。

## 参考資料

### 古代の資料
- アッピアノス『ローマ史』
- カピトリヌスのファスティ
- ティトゥス・リウィウス『ローマ建国史』
- オロシウス『異教徒に反駁する歴史』
- ポリュビオス『歴史』
- マルクス・トゥッリウス・キケロ『ブルトゥス』

### 研究書
- Albrecht M. History of Roman Literature. - M .: Greek-Latin cabinet, 2002. - T. 1. - 704 p. - ISBN 5-87245-092-3 .
- Korolenkov A. Mark Claudius Marcellus and the end of the first stage of the Numantine war // Ancient world and archeology . - 2013. - No. 13 . - S. 88-99 . - ISSN 0320-961X .
- Simon G. The Wars of Rome in Spain. - M .: Humanitarian Academy, 2008. - 288 p. - ISBN 978-5-93762-023-1 .
- Trukhina N. Politics and Politics of the "Golden Age" of the Roman Republic. - M .: Publishing House of Moscow State University, 1986. - 184 p.
- Utchenko S. The ideological and political struggle in Rome on the eve of the fall of the Republic. - M .: Publishing House of the Academy of Sciences of the USSR, 1952. - 304 p.
- Broughton R. Magistrates of the Roman Republic. - New York, 1951. - Vol. I. - P. 600.
- Münzer F. Postumius // Paulys Realencyclopädie der classischen Altertumswissenschaft . - 1953. - Bd. XXII, 1. - Kol. 891-893.
- Münzer F. Postumius 31 // Paulys Realencyclopädie der classischen Altertumswissenschaft . - 1953. - Bd. XXII, 1. - Kol. 902-908.